# Orquestra Sérgio Peres

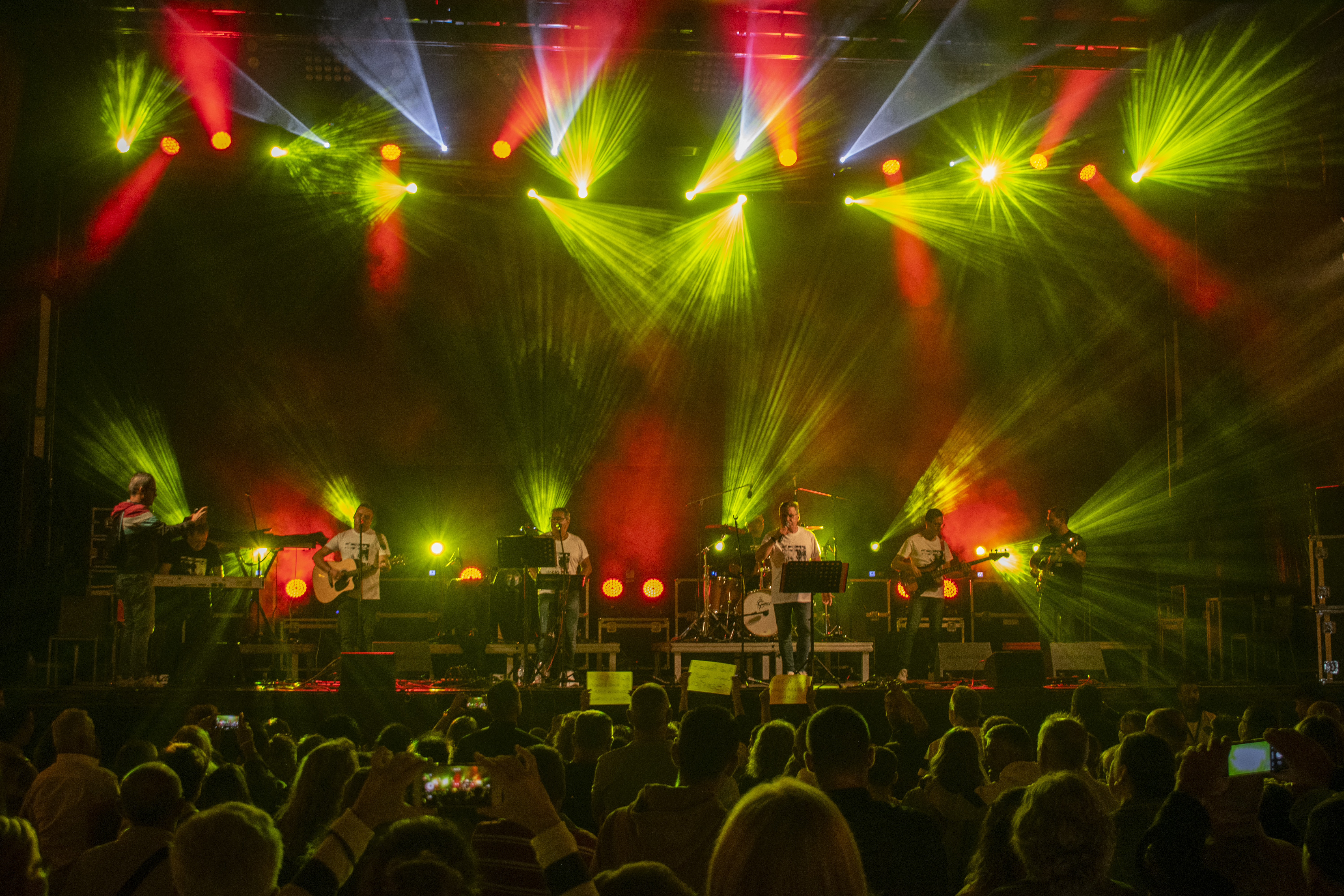
Concerto de regresso aos palcos da Orquestra Sérgio Peres em Vila Real de Santo António no dia 3 de setembro de 2023

A Orquestra Sérgio Peres foi criada a 31 de maio de 1971 em Vila Real de Santo António, pelo fundador que deu o nome à banda, Sérgio Peres.
A sua figura principal e fundadora dirigiu a banda durante alguns anos com o objetivo de animar as noites do verão algarvio.
Após a sua morte, o grupo continuou através do desejo e motivação de Toi Dourado, falecido em 2016.
Durante várias décadas e com algumas mudanças de membros, o grupo musical algarvio pisou palcos em Portugal, incluíndo as ilhas, e Espanha.
O seu vasto repertório musical em várias línguas (português, espanhol e inglês), os temas originais e o material de som e luz próprio de alta tecnologia para a época marcaram uma geração.
O tema original “Sem Ti”, lançado em 1986, foi gravado em Lisboa nos estúdios da MMO Power e escrito por Luís Peres, Toi Dourado e Filipe Viegas, tendo conquistado um Disco de Prata pela venda de 15 mil unidades.
Com vários álbuns editados em formatos de cassete, vinil e CD, ao longo dos anos também marcaram presença em programas televisivos nacionais como o “Estúdio 4”, da RTP.
A 15 de julho de 1989 gravam e lançam o hino oficial do Lusitano Futebol Clube de Vila Real de Santo António, nos estúdios MMO Power em Lisboa.
Em 2001 foram convidados a participar no filme luso-italiano “Água e Sal”,  realizado e escrito por Teresa Villaverde e produzido por Paulo Branco, cujas gravações decorreram em Cacela Velha.

## O Regresso
Depois de alguns anos de pausa, a banda regressou aos palcos para um concerto especial comemorativo das Festas de Nossa Senhora da Encarnação, na Praça Marquês de Pombal em Vila Real de Santo António, a 3 de setembro de 2023.
Repleto de nostalgia e com uma grande moldura humana, o concerto foi um sucesso garantido e foi transmitido em vídeo através da internet para o resto do mundo, atingindo até ao momento mais de 25 mil visualizações.
No final do mesmo ano, a banda volta a subir ao palco daquela praça vilarrealense com um concerto de passagem de ano, a 31 de dezembro, com um novo conceito. 
Interpretando apenas temas originais da banda, o concerto inclui ainda a projeção em vídeo de fotografias e vídeos antigos, apelando à nostalgia dos seus seguidores e recordando toda a história do grupo. 
Atualmente a banda é composta por Telmo Dourado, Pedro Dourado, Filipe Viegas, Jorge Toledo, André Ramos e Ângelo Viegas.
Acompanhando a evolução da tecnologia, a banda possui atualmente página de Facebook, Instagram e YouTube.

## Discografia
- Orquestra Sérgio Peres (cassete)
- Conjunto Sérgio Peres (Vinil e cassete) - 1980
Editado pela Arsom Records.
- Sem Ti (Maxi-Single e cassete) - 1986
Gravado nos estúdios da MMO Power em Lisboa.
- Sérgio Peres Orquestra (Single) - 1988
Gravado nos estúdios da MMO Power em Lisboa.
- Junto de Ti (Single)
Editado pela Vidisco e gravado nos estúdios MMO Power em Lisboa em 1988.
- Amor na Areia (Single) - 1988
Editado pela Forte Audição e gravado nos estúdios da MMO Power em Lisboa em dezembro.
- Ibéro Americano (Vinil) - 1989
Gravado e misturado nos estúdios da MMO Power em Lisboa.
- 20 Anos Depois (Vinil, cassete e CD) - 1991
Gravado nos estúdios MMO Power em Lisboa.
- Amigos (CD e cassete) - 1993
Gravado nos estúdios da MMO Power em Lisboa.
- Dance com Sérgio Peres (cassete) - 1996
- Recordações de Espanha (cassete) - 1996
- Nã… Passa Nada! (CD e cassete) - 1996
Gravado nos estúdios MMO Power em Lisboa entre março e maio.
- Como é bom… (CD) - 2004
Gravado nos estúdios New York em Vila Real de Santo António, propriedade de Toi Dourado, entre fevereiro de 2003 e março de 2004.

## Membros anteriores
- Sérgio Peres
- Fernando Reis
- Toi Dourado
- Tony Dourado
- Luís Peres
- Nelson Ramiro
- António Nogueira
- Tozé Soares
- Rui Fialho
- Jorge Ferreira
- Victor Pereira Braz